# Diazanaphtalène
Les diazanaphtalènes sont une famille de dix composés aromatiques hétérobicycliques de formule brute C8H6N2 : quatre benzodiazines et six naphtyridines. Ces composés consistent en un squelette naphtalène dont deux atomes de carbone sont remplacés par des atomes d'azote. Les benzodiazines ont les deux atomes d'azote sur le même cycle tandis que les naphtyridines en ont un sur chaque cycle.
Plus largement, les diazanaphtalènes sont l'ensemble des composés chimiques qui intègrent ce type de bicycles diazotés.

## Isomères
| Nom                                  | Structure | Sous-groupe  | Numéro CAS |
| ------------------------------------ | --------- | ------------ | ---------- |
| 1,2-diazanaphtalène cinnoline        |           | benzodiazine | 253-66-7   |
| 2,3-diazanaphtalène phtalazine       |           | benzodiazine | 253-52-1   |
| 1,3-diazanaphtalène quinazoline      |           | benzodiazine | 253-82-7   |
| 1,4-diazanaphtalène quinoxaline      |           | benzodiazine | 91-19-0    |
| 1,8-naphtyridine 1,8-diazanaphtalène |           | naphtyridine | 254-60-4   |
| 1,7-naphtyridine 1,7-diazanaphtalène |           | naphtyridine | 253-69-0   |
| 2,7-naphtyridine 2,7-diazanaphtalène |           | naphtyridine | 253-45-2   |
| 1,6-naphtyridine 1,6-diazanaphtalène |           | naphtyridine | 253-72-5   |
| 1,5-naphtyridine 1,5-diazanaphtalène |           | naphtyridine | 254-79-5   |
| 2,6-naphtyridine 2,6-diazanaphtalène |           | naphtyridine | 254-79-5   |